# Mihael Ambrož
Mihael Ambrož, slovenski uradnik in politik, * 14. februar 1808, Ljubljana, † 25. april 1864, Ljubljana.

## Življenje in delo
Mihael Ambrož je bil župan Ljubljane med letoma 1861 in 1864. Bil je izrazito slovensko usmerjen, zato je v tedanjem času težko shajal. Nenazadnje so ga napadli tudi Slovenci, ko je nazdravljal z avstrijskim županom mesta Idrija.
Marca 1861 je bil izvoljen v prvi kranjski deželni zbor kot poslanec v mestni kuriji. Poslanec je ostal do nenadne smrti aprila 1864.